# Antonín Perič
Antonín Perič (30 de setembro de 1896 — 1980) foi um ciclista olímpico tchecoslovaco. Representou sua nação em dois eventos nos Jogos Olímpicos de Verão de 1924 e dois em 1928.